# 壁に耳あり
「壁に耳あり」（かべにみみあり）とは、医科大学の解剖実習にまつわる都市伝説の1つ。

## 内容
おおむね次のような話である。
話のバリエーションとして「この医大生が今、高名な医学者の○○先生である」とするものや、「学生の緊張をほぐすために教授自ら行った」とするパターンも存在する。
この逸話は多くの大学で語り継がれており、養老孟司も南伸坊の著書『解剖学個人授業』で触れているが、真偽のほどは定かではない。
同種の話には、耳に水を注ぎ「寝耳に水」、「両手に鼻（花）」、切開した胸に手を深く入れて「のどから手が出る」、献体の眼球をくり抜いてドアに当てて「障子に目あり」、口を縫い合わせて「死人に口なし」、手足を切断して「手も足も出ない」などがある。
これらの行動は一般論として死者の尊厳を冒す行為でもあることは言うまでもなく、解剖に自分を捧げた死者、ないし家族を捧げた遺族の意思を踏みにじる行為でもある。小説家の羅門祐人は昔医学生だったことがあり、解剖体験記の中でこのことを事前に教授に厳しく注意されたエピソードを紹介している。また、白菊会の中でも半ば真実として扱われ、会報や講演会で触れることもある。
人によっては真実と考えられており人々の間で語り継がれているが、山口敏太郎などによってこの話は都市伝説、つまり話は人々の間に広まっているものの、話の内容は事実ではない、と指摘されている。

## フィクションへの登場
漫画『金田一少年の事件簿』の一編「魔犬の森の殺人」では、登場人物の医学生がこの「壁に耳あり」を行うシーンがある。
同じく漫画『K2』の第243話「実習」では、初めての解剖実習で医学生が献体を使った悪ふざけを行い、黒須一也に厳しく叱責される。
塚本晋也監督の解剖実習を描いた映画『ヴィタール』の劇中、献体を使って軽い悪ふざけを行った学生に主人公が殴りかかるシーンがある。塚本はこの映画のために綿密な取材を行っており、DVDのオーディオコメンタリーで「解剖実習は数か月かけて行われるため、最初は緊張していた学生がだんだん精神的にリラックスしてくるため、こういったことが起こり得る」という旨の解説をしている。上記の『金田一少年の事件簿』でも、医学生は次第に解剖に慣れていくとする説明が登場人物からなされている。